# Йошевиця
Йошевиця (хорв. Joševica) — населений пункт у Хорватії, у Сисацько-Мославинській жупанії у складі міста Глина.

## Населення
Населення за даними перепису 2011 року становило 37 осіб.
Динаміка чисельності населення поселення:

## Клімат
Середня річна температура становить 10,70 °C, середня максимальна – 25,29 °C, а середня мінімальна – -6,36 °C. Середня річна кількість опадів – 1028 мм.
| Клімат поселення                              | Клімат поселення | Клімат поселення | Клімат поселення | Клімат поселення | Клімат поселення | Клімат поселення | Клімат поселення | Клімат поселення | Клімат поселення | Клімат поселення | Клімат поселення | Клімат поселення | Клімат поселення |
| Показник                                      | Січ.             | Лют.             | Бер.             | Квіт.            | Трав.            | Черв.            | Лип.             | Серп.            | Вер.             | Жовт.            | Лист.            | Груд.            |                  |
| Середній максимум, °C                         | 6,68             | 8,80             | 13,32            | 17,51            | 22,13            | 25,29            | 24,79            | 24,05            | 20,54            | 15,54            | 9,56             | 5,51             |                  |
| Середня температура, °C                       | 0,16             | 2,26             | 6,80             | 10,98            | 15,60            | 18,78            | 20,43            | 19,68            | 16,19            | 11,16            | 5,20             | 1,15             |                  |
| Середній мінімум, °C                          | −6,36            | −4,25            | 0,28             | 4,46             | 9,08             | 12,25            | 16,07            | 15,32            | 11,83            | 6,82             | 0,84             | −3,19            |                  |
| Норма опадів, мм                              | 64               | 62               | 72               | 84               | 89               | 96               | 90               | 92               | 95               | 99               | 104              | 81               |                  |
| Середньомісячна швидкість вітру, м/с          | 1.64             | 1.80             | 2.20             | 2.10             | 1.90             | 1.78             | 1.70             | 1.60             | 1.56             | 1.60             | 1.70             | 1.70             |                  |
| Середньомісячна сонячна радіація, кДж/м²·день | 4284             | 7016             | 10646            | 15178            | 19328            | 21411            | 22608            | 19530            | 14408            | 8987             | 4756             | 3512             |                  |
| --------------------------------------------- | ---------------- | ---------------- | ---------------- | ---------------- | ---------------- | ---------------- | ---------------- | ---------------- | ---------------- | ---------------- | ---------------- | ---------------- | ---------------- |
| Джерело:                                      |                  |                  |                  |                  |                  |                  |                  |                  |                  |                  |                  |                  |                  |